# Capillaria hirundinis
Tridentocapillaria hirundinis
Espèce
Synonymes
- Trichosoma hirundinis Rudolphi, 1819 (protonyme)
- Tridentocapillaria hirundinis (Rudolphi, 1819)

Capillaria hirundinis est une espèce de nématodes de la famille des Capillariidae, parasitant des oiseaux.

## Hôtes
Capillaria hirundinis et décrit chez l'Hirondelle rustique (Hirundo rustica), mais parasite aussi l'Hirondelle de fenêtre (Delichon urbicum), le Martinet noir (Apus apus), l'Hirondelle de rivage (Riparia riparia), le Gobemouche gris (Muscicapa striata) et l'Engoulevent d'Europe (Caprimulgus europaeus),.

## Taxinomie
L'espèce est décrite par Karl Asmund Rudolphi en 1819 sous le protonyme Trichosoma hirundinis. En 1993, Anna Okulewicz place cette espèce sans le genre Tridentocapillaria, considéré comme sous-genre de Capillaria par le parasitologiste tchèque František Moravec dans sa monographie de 2001 sur les nématodes de la super-famille des Trichinelloidea parasitant les animaux à sang froid.